# بیل کریستیان
بیل کریستیان (انگلیسی: Bill Christian؛ زادهٔ ۲۹ ژانویه ۱۹۳۸) بازیکن هاکی روی یخ اهل ایالات متحده آمریکا بود.
وی در مسابقات کشوری و بین‌المللی در مجموع برندهٔ ۱ مدال طلا شده‌است.